# Chiesa di Sant'Eufemia (Novara)
La chiesa di Sant'Eufemia è un luogo di culto cattolico di Novara, situato in Via Cesare Magnani Ricotti.

## Storia
Se ne hanno notizie dal 1124, anno in cui il vescovo di Novara, Litifredo, permette al rettore dell'omonima confraternita di celebrare le liturgie di Natale, dell'Epifania, di Pasqua e di Pentecoste.
La chiesa era officiata dalla confraternita di San Defendente fino al 1586, anno in cui questa si aggregò alla Confraternita della Santissima Trinità dei pellegrini di Roma. Da quel momento la chiesa assunse il titolo di "Ospizio dei pellegrini", mantenuto fino agli ultimi anni dell'Ottocento.
Verso la metà del Seicento la chiesa si presentava un forte stato di degrado e nel 1666 la confraternita, grazie a cospicue donazioni, fece ricostruire l'edificio, secondo le istruzioni dettate da san Carlo Borromeo. La ricostruzione è attribuita all'architetto A. Pellegrini. La facciata venne completata nel 1698, e restaurata nel 1787.

## Descrizione
La pianta dell'edificio è a croce latina, con un ampio transetto.

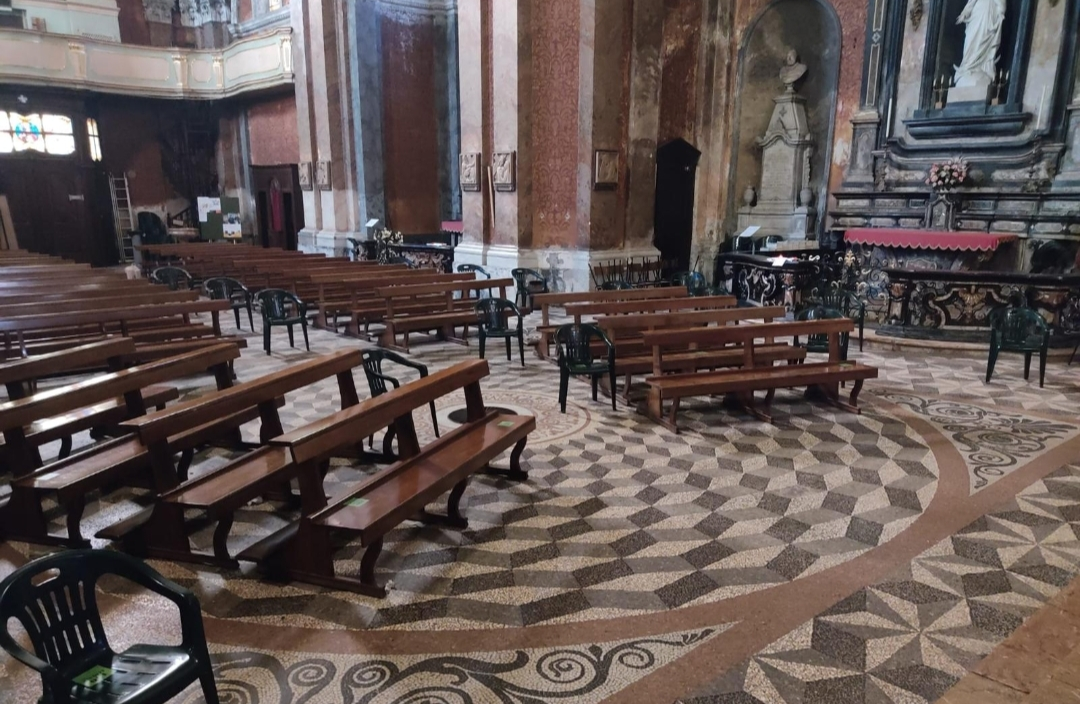
L'interno e particolare del pavimento

La chiesa ospita il Martirio di un santo di Pianca, datato al 1745, la tela di Bartolomeo Vandoni raffigurante Sant'Ombono e i monumenti funebri marmorei del conte Giuseppe Tornielli Brusati, scolpito nel 1843 dal Bisetti, e del cardinale Giovanni Cacciapiatti

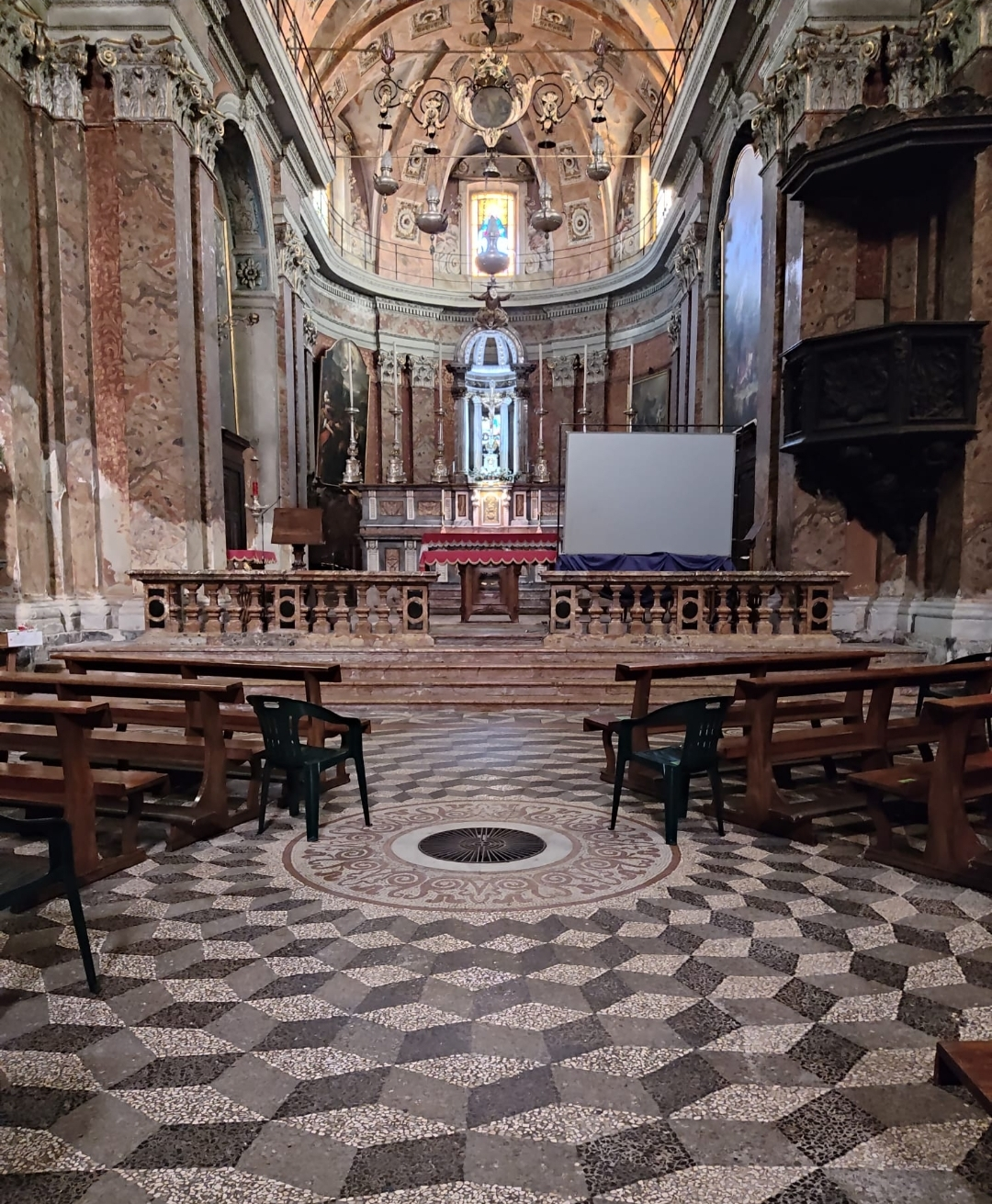
La zona dell'altare (apr. 2022)

Il pulpito intagliato fu eseguito intorno al 1682 dal novarese Vallo e il coro, in stile rococò fu disegnato nel 1775 da Olivarez da Corbetta e da Barengo di Magenta.